# 天主教新潟教区
天主教新潟教區（拉丁語：Dioecesis Niigataënsis）是日本一個天主教教區，屬東京總教區。

## 歷史
宗座監牧區於1912年8月13日成立，1962年4月16日升為教區。

## 現況
新潟教區管轄新潟縣、秋田縣和山形縣，2004年有7,711名教友、84個堂區和129名司鐸。現任教區主教為成井大介。

## 外部連結
- 天主教新潟教區官方網站 （日語）